# Episodi di Being Erica (terza stagione)
La terza stagione della serie televisiva Being Erica è andata in onda sulla rete canadese CBC dal 21 settembre al 15 dicembre 2010.
In Italia è stata trasmessa in prima visione assoluta su Rai 4 dal 18 maggio al 1º giugno 2011.
| nº | Titolo originale        | Titolo italiano               | Prima TV Canada   | Prima TV Italia |
| -- | ----------------------- | ----------------------------- | ----------------- | --------------- |
| 1  | The Rabbit Hole         | La tana del coniglio          | 21 settembre 2010 | 18 maggio 2011  |
| 2  | Moving On Up            | Andare avanti                 | 28 settembre 2010 | 19 maggio 2011  |
| 3  | Two Wrongs              | Due torti                     | 5 ottobre 2010    | 20 maggio 2011  |
| 4  | Wash, Rinse, Repeat     | Lavare, sciacquare e ripetere | 12 ottobre 2010   | 21 maggio 2011  |
| 5  | Being Adam              | C'è sempre una scelta         | 20 ottobre 2010   | 23 maggio 2011  |
| 6  | Bear Breasts            | Il desiderio                  | 27 ottobre 2010   | 24 maggio 2011  |
| 7  | Jenny from the Block    | La vecchia amica Jenny        | 3 novembre 2010   | 25 maggio 2011  |
| 8  | Physician, Heal Thyself | Medico, cura te stesso!       | 10 novembre 2010  | 26 maggio 2011  |
| 9  | Gettin' Wiggy Wit' it   | Il sospetto                   | 17 novembre 2010  | 27 maggio 2011  |
| 10 | The Tribe Has Spoken    | La tribù ha parlato           | 24 novembre 2010  | 28 maggio 2011  |
| 11 | Adam's Family           | La famiglia di Adam           | 1º dicembre 2010  | 30 maggio 2011  |
| 12 | Erica, Interrupted      | Dottoressa Erica              | 8 dicembre 2010   | 31 maggio 2011  |
| 13 | Fa La Erica             | Natale con Erica              | 15 dicembre 2010  | 1º giugno 2011  |

## La tribù ha parlato
- Titolo originale: The Tribe Has Spoken

### Trama
Dopo la decisione di distruggere "la porta viola" la 50/50 si trova in difficoltà ad Erica viene proposto un colloquio di lavoro e lei è indecisa se accettare, la sua socia la convince, ma i suoi dubbi la proiettano alla riunione col gruppo dove Adam la "aggredisce verbalmente" e lei se ne va in lacrime. Il colloquio va alla grande, ma le viene dato un po' di tempo per pensarci; nel frattempo Adam sta lavorando ad un giardino e scopre che la padrona di casa è la ragazza che in un viaggio nel tempo aveva scoperto essere sua moglie... pieno di pensieri confusi la invita ad uscire per un pranzo, i due si baciano e lei lo invita ad entrare in casa ma...attraversando la porta sia Adam sia Erica si ritrovano su un'isola deserta. Il Dott. Tom dice che si trovano lì per un rimpianto di Erica, ma Adam dovrà aiutarla ad arrivare dall'altra parte dell'isola per poter uscire dal viaggio lasciandoli soli con un pacchetto di fiammiferi. La loro "prova" inizia e ogni sentiero che prendono li riporta al punto di partenza finché decidono di accendere un fuoco e di procurarsi del cibo. Prima di dormire, dopo che Erica dice ad Adam di provare ad affrontare le sue paure, lui la bacia. Il mattino seguente Erica capisce che i sentieri già tracciati non sono la via giusta per vincere la sfida, quindi decidono di addentrarsi nella boscaglia "la strada più facile non è sempre quella giusta" e bisogna saper rischiare. Tornati alle loro realtà Erica decide di non accettare il lavoro e di ritornare alla 50/50.
Brent propone loro un libro che loro accettano anche se inizialmente con un po' di riluttanza!